# 평양신사

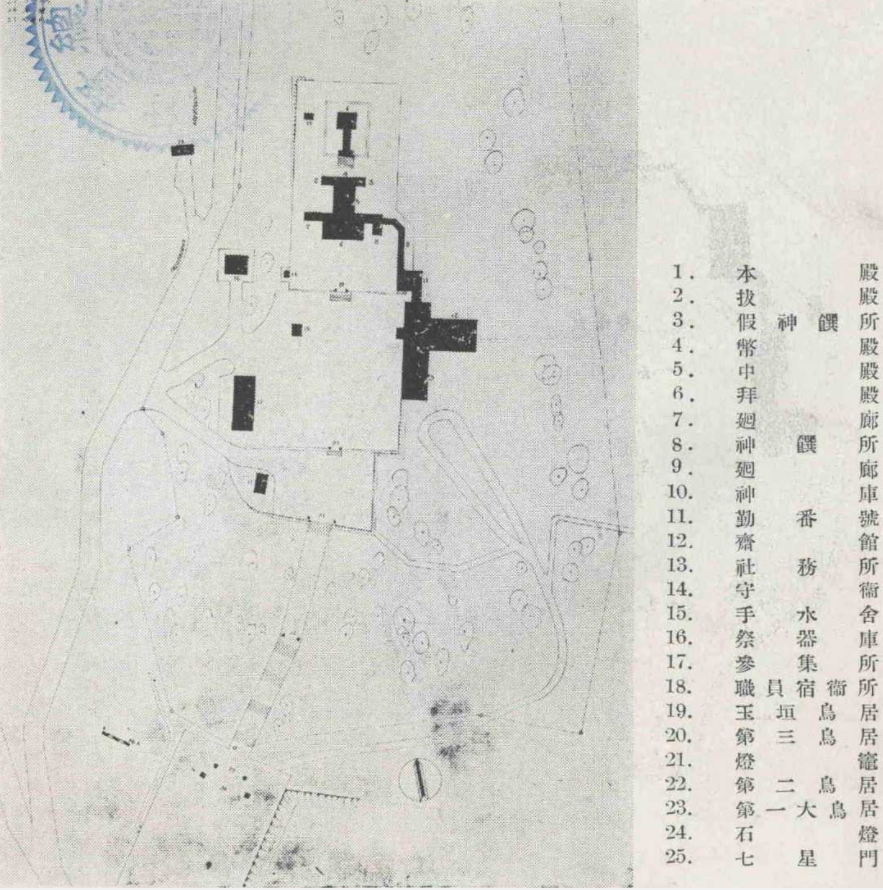
배치도

평양신사(平壌神社 일본어: 平壌神社 헤이조진자[*])는 평안남도 평양부(현 북한 평양시)에 위치해 있던 신토의 신사이다. 제신은 아마테라스, 국혼 등이다.

## 역사
1913년 1월 1일 모란봉에서 진좌제가 거행되어 1916년 5월 4일에 정식 신사가 되었다.
1936년 9월에 새로운 신전이 낙성되어 1937년 5월 15일, 경상북도 대구부의 대구신사와 함께 국폐소사로 강등되었다.
1945년 8월 15일, 제2차 세계 대전에서 일본의 항복이 국민에게 전해진날 밤 방화로 소실되었다. 그 후 재건되지 못하고 폐기되었다.
현재 모란봉은 공원으로 조성되어 있으며 평양신사 터에는 모란봉극장과 김일성 동상이 세워져 있다.

## 갤러리

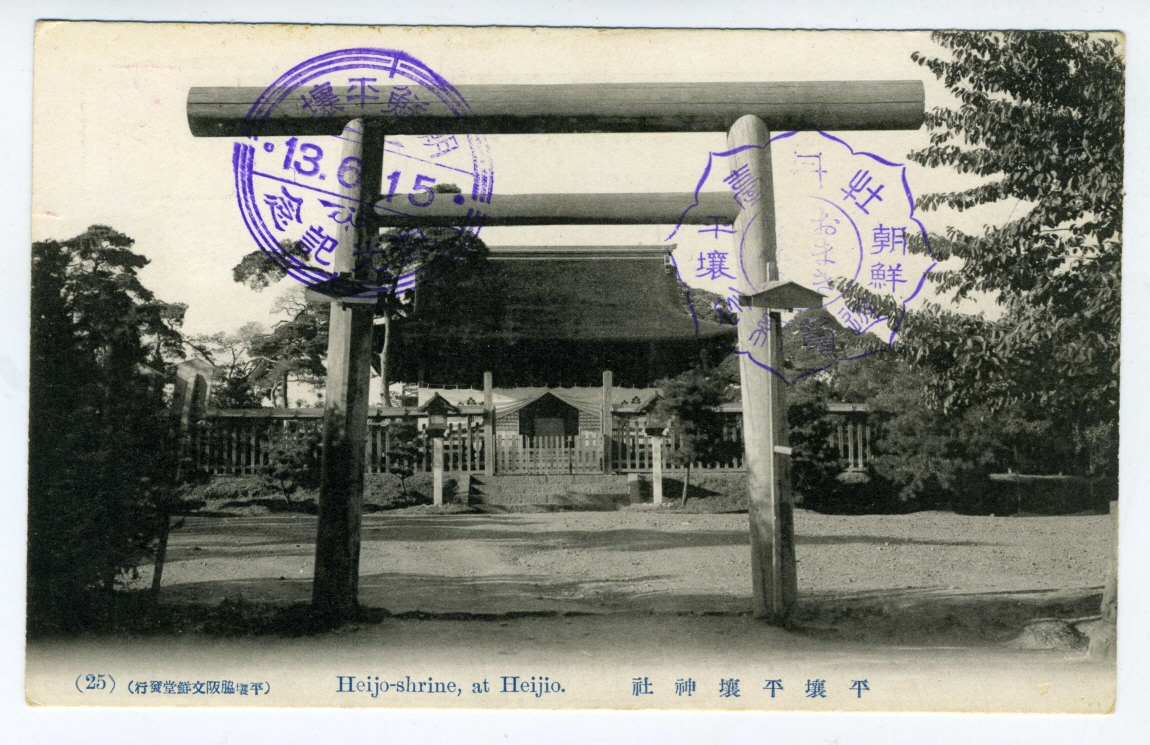
도리이와 배전
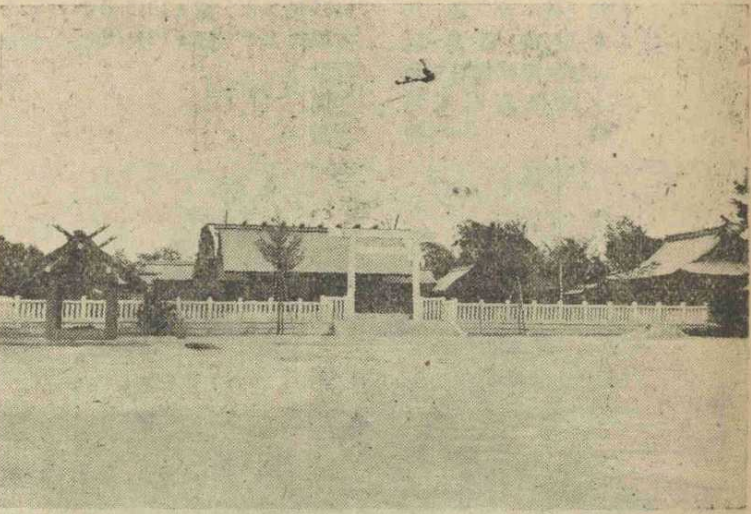
배전 정면 전경
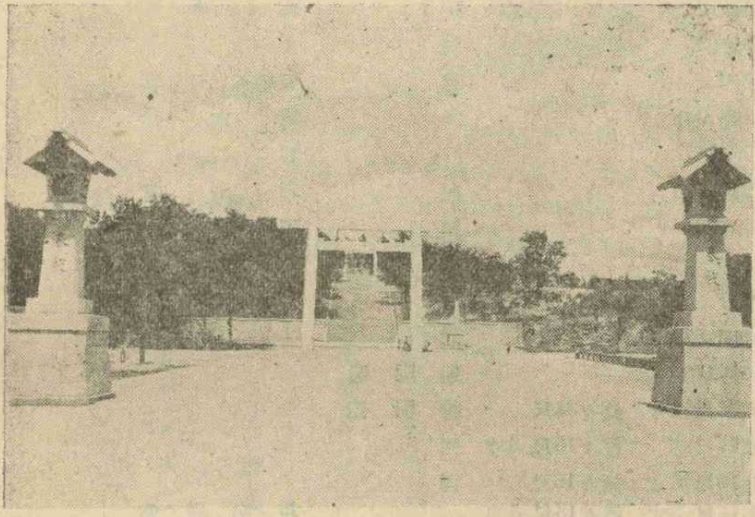
표참도 전경
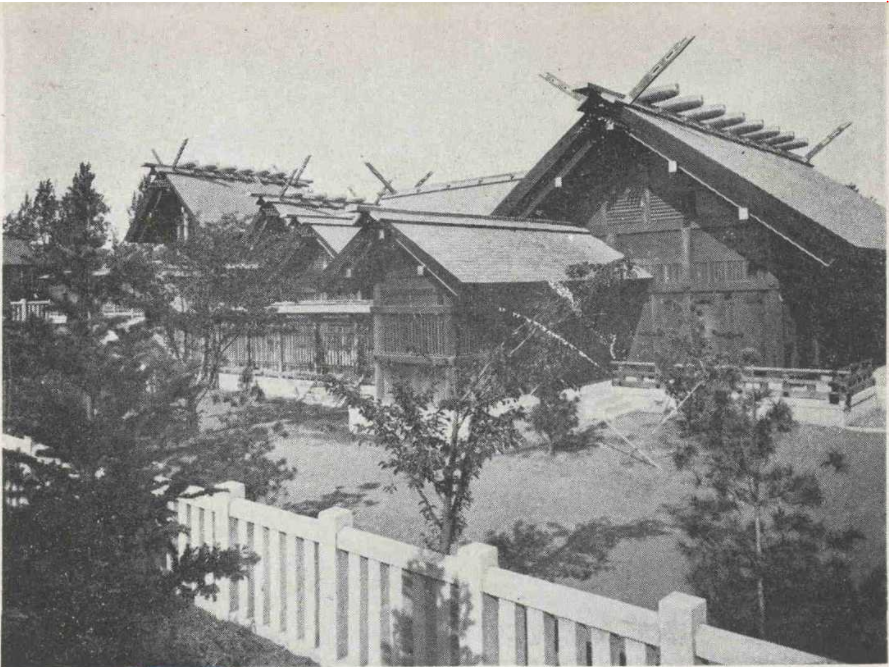
측면 전경